# Jens-Uwe Maiwald
Jens-Uwe Maiwald (ur. 6 maja 1974 w Dreźnie) – niemiecki szachista, arcymistrz od 1999 roku.

## Kariera szachowa
W pierwszych latach 90. XX wieku należał do ścisłej czołówki niemieckich juniorów, trzykrotnie (1990, 1991, 1992) uczestnicząc w mistrzostwach świata oraz w mistrzostwach Europy (1993). W kolejnych latach wielokrotnie startował w turniejach międzynarodowych, sukcesy odnosząc m.in. w:
- Dreźnie – trzykrotnie dz. I m.
1996, wspólnie z Normundsem Miezisem, Viorelem Iordăchescu, Władimirem Czuczełowem, Edvinsem Kengisem i Ralfem Lauem,
2001, wspólnie z m.in. Alexanderem Naumannem, Janem Gustafssonem, Davidem Baramidze i Wolfgangiem Uhlmannem,
2003, wspólnie z Aleksandrem Grafem, Thomasem Lutherem i Aleksandrem Delczewem,
- Budapeszcie – trzykrotnie
1993, turniej First Saturday FS02 GM, dz. I m. wspólnie z Michaelem Bezoldem i Ivanem Farago,
1994, turniej Honved, dz. II m. za Zoltanem Vargą, wspólnie z Csabą Horvathem, Jozsefem Horvathem i Romanem Slobodjanem,
1999, turniej First Saturday FS06 GM, II m. za Andriejem Zontachem,
- Cattolicy (1992, dz. II m. za Wikrotem Kuprejczykiem, wspólnie z m.in. Nebojsą Nikceviciem,
- Recklinghausen (1997, II m. za Klausem Bischoffem),
- Regensburgu (1998, dz. I m. wspólnie z Josephem Gallagherem, Dariusem Ruzele i Aleksandrem Grafem),
- Lipsku (1999, I m.),
- Lippstadt (2003, wspólnie z Janem Smeetsem, Łukaszem Cyborowskim i Robertem Ruckiem).

Najwyższy ranking w dotychczasowej karierze osiągnął 1 października 2003 r., z wynikiem 2543 punktów zajmował wówczas 19. miejsce wśród niemieckich szachistów.